# 非洲動感節
非洲動感節（Africa in Motion）是一年一度的非洲電影節，於10月下旬/11月上旬在蘇格蘭愛丁堡舉行。電影節的主要目的是為蘇格蘭的觀眾提供觀看整個非洲大陸最好的非洲電影的機會。《 AiM 2021》將是第16次舉辦，展示非洲電影，主要主辦地點是愛丁堡的Filmhouse Cinema。 